# María José Pérez (Leichtathletin)
María José Pérez Moreno (* 12. Juni 1992 in Carrión de Calatrava) ist eine spanische Leichtathletin, die sich auf den Hindernislauf spezialisiert hat.

## Sportliche Laufbahn
Erste internationale Erfahrungen sammelte María José Pérez im Jahr 2009, als sie bei den Jugendweltmeisterschaften in Brixen mit 7:21,78 min in der Vorrunde über 2000 Meter Hindernis ausschied. Bei den Crosslauf-Weltmeisterschaften 2010 in Bydgoszcz gelangte sie mit 22:07 min 74. im Juniorinnenrennen und im Juli verpasste sie bei den Juniorenweltmeisterschaften in Moncton mit 10:50,36 min den Finaleinzug über 3000 Meter Hindernis. Im Dezember gelangte sie bei den Crosslauf-Europameisterschaften in Albufeira mit 15:04 min auf den 73. Platz im Juniorinnenrennen. Bei den Crosslauf-Weltmeisterschaften 2011 in Punta Umbría in 22:10 min landete sie nach 22:10 min auf dem 68. Platz und im Juli belegte sie bei den Junioreneuropameisterschaften in Tallinn in 10:38,17 min den sechsten Platz über 3000 Meter Hindernis. Im Dezember erreichte er bei den Crosslauf-EM in Velenje in 14:08 min 33. im U20-Rennen. Bei den Crosslauf-Europameisterschaften 2013 in Belgrad gelangte sie nach 21:17 min auf den 31. Platz im U23-Rennen und im Jahr darauf gewann sie bei den U23-Mittelmeer-Meisterschaften in Aubagne in 10:06,78 min die Silbermedaille über 3000 Meter Hindernis hinter der Französin Maëva Danois. Im Dezember wurde sie bei den Crosslauf-EM in Samokow in 24:31 min 37. im U23-Rennen. Bei den Crosslauf-Europameisterschaften 2016 in Chia klassierte sie sich mit 27:39 min auf dem 55. Platz und im Jahr darauf schied sie bei den Weltmeisterschaften in London mit 10:01,84 min in der Vorrunde über 3000 Meter Hindernis aus. Im Dezember gelangte er bei den Crosslauf-EM in Šamorín in 29:01 min auf den 54. Platz im Einzelbewerb. 2018 verpasste sie bei den Europameisterschaften in Berlin mit 9:44,72 min den Finaleinzug im Hindernislauf und anschließend gewann sie bei den Ibero-Amerikanischen Meisterschaften in Trujillo in 9:55,63 min die Silbermedaille hinter der Brasilianerin Tatiane da Silva. Im Dezember wurde sie bei den Crosslauf-Europameisterschaften in Tilburg in 28:11 min 45. im Einzelbewerb. Bei den Crosslauf-Europameisterschaften 2019 in Lissabon landete sie nach 29:42 min auf dem 34. Platz und bei den Straßenlauf-Europameisterschaften 2025 in Löwen wurde sie in 1:12:52 h Zehnte im Halbmarathon und gewann in der Teamwertung die Bronzemedaille hinter den Teams aus Belgien und Italien.
2016 wurde Pérez spanische Meisterin im 3000-Meter-Hindernislauf.

## Persönliche Bestzeiten
- 10.000 Meter: 33:22,78 min, 7. April 2018 in Braga
- 10-km-Straßenlauf: 32:22 min, 12. Januar 2025 in Valencia
- Halbmarathon: 1:10:55 h, 16. Februar 2025 in Barcelona
- Marathon: 2:26:42 h, 3. Dezember 2023 in Valencia
- 3000 m Hindernis: 9:40,51 min, 1. Juli 2017 in Paris